# Awake (альбом Skillet)
Awake (с англ. — «Пробудившийся») — седьмой студийный альбом христианской рок-группы Skillet. Диск был записан при участии продюсера Говарда Бенсона в период с 2008 по 2009 год, на студии Bay7 Studios, в Лос-Анджелесе, и был выпущен 25 августа 2009 года лейблами Atlantic Records и Ardent Records.
Awake стал самым коммерчески успешным альбомом группы. В первую неделю после релиза было продано более 68 000 копий альбома, благодаря чему он занял 2 место в американском чарте Billboard 200. Также, Awake стал первым альбомом Skillet, который получил сертификат платинового диска от Американской ассоциации звукозаписывающих компаний. На церемонии Billboard Music Awards 2011 альбом победил в номинации «Лучший христианский альбом».

## Предыстория
С выходом в 2003 году альбома Collide Skillet в очередной раз изменили свой стиль. В музыкальном плане их музыка стала более тяжёлой: синтезаторное звучание стало применяться намного реже, гитарные риффы стали более быстрыми и тяжёлыми, а в некоторых композициях Джон начал петь скримом. Тематически альбом также отличался от предыдущих работ группы. Если раньше Skillet в основном пели о Боге и вере, то на Collide появились песни, которые повествовали о проблемах более личного характера. В одном из своих интервью вокалист и бас-гитарист Skillet Джон Купер сказал, что группа не стыдится своих христианских корней и своей веры, но хочет чтобы каждый, в том числе и атеист, нашёл в их музыке что-то для себя. В 2006 году вышел похожий по звучанию на Collide альбом Comatose, занявший 55 место в чарте Billboard 200. На тот момент это был самый успешный альбом группы (для сравнения: в Billboard 200 Collide занял только 179 место).
Однако несмотря на коммерческий успех, Skillet не смогли стать популярными на радио. Через два года после выхода альбома, в 2008 году, группу покинула барабанщица Лори Петерс. Как сказала сама Лори, она почувствовала, что для неё «настало время сойти с дороги и начать новую главу в жизни». Место Лори заняла молодая барабанщица из Великобритании Джен Леджер, на момент прихода в группу ей было всего восемнадцать лет. В ноябре 2009 года Comatose получил золотую сертификацию в США, став первым сертифицированным альбомом Skillet.

## Запись
Запись нового студийного материала началась в октябре 2008 года, на студии Bay7 Studios (Лос-Анджелес, Калифорния), и продолжалась до марта 2009 года. В этот раз группа решила работать с продюсером Говардом Бенсоном. Джон написал для альбома более 40 песен, из которых только 12 вошли в альбом, ещё 2 песни стали бонус-треками. В некоторых песнях Купер пел вместе с Джен Леджер. В интервью газете The News-Star Джон сказал: «Каждый раз, когда ты работаешь над новой записью, ты чувствуешь давление, потому что хочешь превзойти свою предыдущую работу. На этот раз все было особенно сложно, так как наш последний альбом имел огромный успех». Также в своём другом интервью New Release Tuesday Джон рассказал: «Я часто думал, что после того, как мы испытаем настоящий успех давление в моей жизни уменьшится, и тогда я смогу писать любую музыку, какую только захочу. Но все оказалось совершенно иначе! После выпуска Comatose, вокруг нас стало ещё больше людей, говорящих нам, как нужно писать музыку. Они думали, что знают что хотят слушать люди, а нас, тем временем, это немного раздражало».
По тематическому содержанию, песни в Awake отличаются от песен в Comatose. Если мысль послания в Comatose заключалось в том, что нельзя просыпать свою жизнь и нужно пробудиться ото сна, то в Awake мы уже доходим до того места, где мы «пробудились» и понимаем, что в нашей жизни и во всем мире есть серьёзные проблемы, с которыми нужно справиться. Основным автором песен для альбома является Джон Купер, все песни основаны на его собственном опыте. Записывая песни для альбома, он хотел сохранить все то, что людям понравилось в Comatose, но при этом не хотел сделать ремейк этого альбома. Большинство песен на альбоме повествуют о проблемах личного характера, таких как: взросление, необходимость быть честным с самим собой и подверженность чужому влиянию. Песнями в которых поётся о проблемах более масштабного характера являются «Awake and Alive» и «Hero».
«Мы живём в непростое время, когда новости, такое чувство что с каждым днём становятся все безумнее, а в обществе есть неопределённость», — говорит Купер. «Иногда тебе кажется, что надежды нет, и ты хочешь сдаться, но почему бы не посмотреть на вещи „проснувшимся и живым“? В жизни полно препятствий, и иногда, когда ты заглядываешь внутрь себя, ты можешь чувствовать, что тебя гнетут твой грех и „монстр“, который живёт внутри каждого человека. Но чем больше ты понимаешь, что тебе нужен Христос, тем меньше ты зацикливаешься на всем этом, и все больше думаешь о Христе. Все о чём мы поём на этом альбоме может коснуться каждого, и если такое вдруг случится с вами, наши песни дадут вам понять, что вы не одиноки».

## Обложка и название

Фотография, прилагавшаяся к цифровому буклету альбома.

На обложке изображена фотография забинтованного лица Джона Купера в момент его «пробуждения». Автором фотографии является Дэвид Мольнар, а её идея принадлежит самому Куперу. «Вы словно говорите себе: „Ладно, я проснулся и готов двигаться вперёд!“, но, неожиданно для себя, вы осознаёте, что все ваше тело забинтовано и вам становится страшно узнавать, что скрывается под бинтами», — говорит Купер об идее фотографии.
В интервью сайту NRT, отвечая на вопрос о названии альбома, Купер сказал: «Я хотел назвать альбом „Awake And Alive“, но потом мы подумали, что может это звучит слишком длинно или может кто-то подумает, что это наш „живой“ альбом. Весело думать о незначительных, надоедливых, вещах, которые ты должен брать во внимание, когда работаешь над записью. Но было бы неприятно, если бы мы назвали альбом „Awake And Alive“, а кто-то бы потом решил, что это — концертный альбом. Поэтому мы всё-таки решили изменить название».

## Выпуск и продвижение
Заглавным синглом из альбома стала песня «Hero», выпущенная 19 мая 2009 года. За первую неделю продаж было продано более 12 000 копий сингла. «Hero» также использовалась в качестве одной из двух заглавных песен к шоу Королевская битва 2010, кроме этого песня присутствует в видеоигре WWE SmackDown vs. Raw 2010. Видеоклип к песне, снятый The Erwin Brothers, вышел 10 сентября 2009 года на сайте Yahoo.com. На 41-й церемонии GMA Dove Awards «Hero» была номинирована на премии за «лучшую студийную рок-композицию года» и за «лучшее короткометражное музыкальное видео года». 15 марта 2011 года в США сингл получил сертификат золотого диска, а 4 февраля 2014 года — сертификат платинового диска.
14 июля 2009 года вышел второй сингл из альбома, «Monster». В апреле 2010 года песня появилась в загружаемом контенте к игре Rock Band 2. Видеоклип к песне, над которым также работали The Erwin Brothers, вышел 2 сентября 2009 года. Как и «Hero», на 41-й церемонии GMA Dove Awards «Monster» была номинирована на премию за «лучшее короткометражное музыкальное видео года». 14 декабря 2012 года сингл получил сертификат платинового диска в США.
Awake вышел в США 25 августа 2009 года на лейблах Atlantic Records и Ardent Records. За первую неделю продаж в США было продано более 68 000 копий альбом, благодаря чему он занял 2 место в американском чарте Billboard 200. Также он занял 1 место в чарте Top Alternative Albums, 2 место в Top Rock Albums и 1 место в Top Christian Albums'. В тот же день вышло подарочное издание альбома, которое содержало в себе три дополнительных бонус-трека. 23 декабря 2009 Awake был издан в Японии. Японская версия альбома содержала в себе треки из оригинального и подарочного изданий альбома, а также дополнительный трек «Comatose (Comes Alive Version)».
Концертный тур в поддержку альбома начался 27 сентября 2009 года в Форт-Уэйне, штат Индиана, и продлился до 6 декабря того же года. Во время турне Skillet посетили 52 американских города, среди которых были: Лос-Анджелес, Нью-Йорк, Атланта, Сиэтл, Чикаго и другие города. В турне Skillet сопровождали Decyfer Down, Hawk Nelson и The Letter Black.
15 марта 2010 года был издан третий сингл из альбома, «Awake and Alive». Сингл занял 100 место в чарте Billboard Hot 100, 16 место в Billboard Rock Songs и 2 в Billboard Mainstream Rock Tracks. Также песня вошла в саундтрек к фильму Трансформеры 3: Тёмная сторона Луны.
В 2011 году Awake был официально издан в России лейблами Atlantic Records и Никитин.

## Реакция общественности
| Оценки критиков     | Оценки критиков    |
| Источник            | Оценка             |
| Иноязычные издания  | Иноязычные издания |
| ------------------- | ------------------ |
| Allmusic            | [ 1 ]              |
| Jesus Freak Hideout | [ 32 ]             |
| Rock Eyez           | [ 33 ]             |
| New Release Tuesday | [ 34 ]             |

### Мнения критиков
Awake получил смешанные отзывы от музыкальных критиков. Кевин Чемберлин с сайта Jesusfreakhideout.com дал альбому 3 звезды из 5, написав, что альбом явно не дотягивает до своего предшественника. Также рецензенту не понравилось наличие слишком большого количества баллад в альбоме. В конце своей рецензии Чемберлин добавил, что альбом может понравиться старым фанатам группы, но те, кто никогда раньше не слушал Skillet вряд ли им заинтересуются. Стефан Эрлевайн из Allmusic также дал альбому 3 из 5 звёзд, написав, что Awake может быть ещё одной причиной, по которой Skillet появятся в мейнстриме.
Некоторые другие сайты оценили альбом более позитивно. Брайн Радемахер с сайта Rock Eyez поставил Awake 5 звёзд из 5, написав, что «Джон Купер и Skillet — гений в написании песен, потому что каждый трек в альбоме имеет атмосферу звезды за качество». Отдельно Брайн похвалил вокал Джен Леджер. «Мне показалось, что её вокальные партии были просто превосходными и хотелось слышать её голос чаще», — сказал он. На New Release Tuesday альбому дали 4 звезды из 5. Кевин Макнил, один из рецензентов NRT, поставил ему 5 звёзд из 5, написав: «Можно точно сказать, что Awake полностью оправдывает ожидания и является одним из лучших альбомов этого года, но тем, кто жил и дышал их предыдущим альбомом, Comatose, может показаться, что Awake — это скорее Comatose: часть II, чем альбом, который мы все ждали».

### Коммерческий успех
Awake стал самым коммерчески успешным альбомом группы. В первую неделю после релиза было продано более 68 000 копий альбома, благодаря чему он занял 2 место в американском чарте Billboard 200, кроме этого альбом занял 9 место в новозеландском чарте RIANZ Top 40 Albums. 27 июля 2010 года Awake получил сертификат золотого диска от Американской ассоциации звукозаписывающих компаний, 14 декабря 2012 года — сертификат платинового диска, а 10 ноября 2017 года — мультиплатинового. Awake стал вторым, после Comatose, сертифицированным альбомом Skillet, а также первым альбомом группы, который получил платиновую сертификацию.
В общей сложности в США было продано свыше двух миллионов копий альбома.

### Награды и номинации
На 41-й церемонии GMA Dove Awards Skillet были номинированны на следующие награды:
| Номинация                                      | Номинированы за | Итог      |
| ---------------------------------------------- | --------------- | --------- |
| Лучшая студийная рок-композиция года           | «Hero»          | Номинация |
| Лучший рок-альбом года                         | Awake           | Номинация |
| Лучшее короткометражное музыкальное видео года | «Hero»          | Номинация |
| Лучшее короткометражное музыкальное видео года | «Monster»       | Номинация |

Billboard Music Awards 2011:
| Номинация                  | Номинированы за | Итог   |
| -------------------------- | --------------- | ------ |
| Лучший христианский альбом | Awake           | Победа |

## Музыкальный стиль

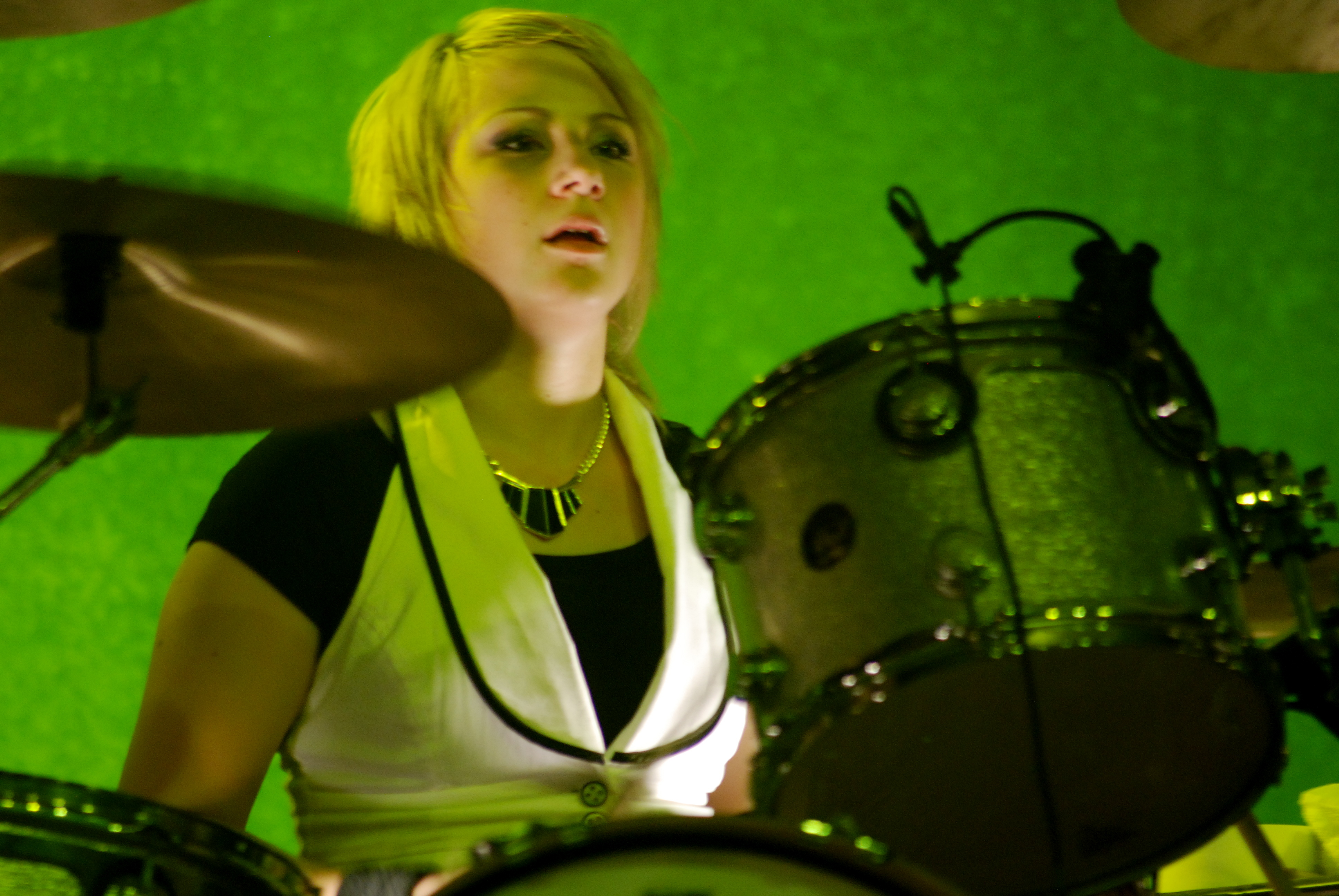
Вокал Джен Леджер, присутствующий на 2 треках, был положительно встречен критиками

По словам самих членов группы, Awake был записан в похожем музыкальном стиле, что и Comatose: в альбоме присутствуют элементы хард-рока и струнные инструменты, вроде скрипки или виолончели. Как и в Comatose, в Awake присутствуют песни с женским вокалом, которые в этот раз были записаны с новой участницей группы, Джен Леджер, её нежный голос составил суровому голосу Джона яркий контраст. Джон Купер сказал, что «Awake звучит как Skillet с некоторыми изменениями, о которых люди, возможно, не догадывались». Некоторые критики отмечали заметную схожесть в музыкальном стиле между Awake и Comatose. «Даже их названия, Awake и Comatose, говорят о том, что эти альбомы собирались сделать тандемом», — говорится в рецензии на сайте Jesus Freak Hideout.

## Композиции
«Hero»
Открывающая композиция, начинающаяся с игры на электрогитаре. Песня примечательна тем, что вместе с Джоном в ней поёт новая участница группы Джен Леджер. Кевин Чемберлин с Jesus Freak Hideout посчитал, что вокал Джен добавляет песне определённый уровень, но отнимает её серьёзный тон, который раньше Кори придавала песням Skillet. По словам Джона, сначала группа не хотела включать «Hero» в трек-лист альбома. В интервью радиостанции The Positive Alternative Купер сказал, что решил написать «Hero» после того, как увидел по телевизору сообщение о крупном денежном скандале, в который был вовлечён правительственный представитель, а потом, сразу после него, историю о католическом священнике. Неоднократно замечалась схожесть с песней Linkin Park - Papercut из альбома Hybrid Theory.
«Monster»
«Monster» — одна из самых «тяжёлых» и вместе с тем одна из самых мрачных композиций на альбоме, наравне с «Sometimes» и «Never Surrender». В песне рассказывает о той стороне нашей жизни, которую нам не хочется показывать кому-либо. Первоначально, у Джона были опасения, что «Monster» может не понравиться христианам.
«Don’t Wake Me»
Песня «Don’t Wake Me» очень похожа на песню «Yours To Hold» с предыдущего альбома группы, а также это первая рок-баллада (из многих) на Awake. По словам Джона, «Don’t Wake Me» — «песня о человеке, которого вы потеряли».
«Awake and Alive»
Песня начинается с игры на виолончели, и за это её иногда сравнивают с «Comatose». В этой песне Джен поёт три строчки перед припевом. В «Awake and Alive» рассказывается о тех же социальных проблемах, что и в «Hero». Джон Купер сказал: «Каждый день когда мы просыпаемся, в мире идёт война. И я не говорю о войне в Ираке, я не говорю о войне в Афганистане, я говорю о войне за ваши души». Песня призывает быть сильными и не бояться защищать то, во что веришь.
«One Day Too Late»
Рок-баллада в который поётся о решениях, которые нужно было принять вчера. Очень похожа на «Don’t Wake Me».
«It’s Not Me, It’s You»
Агрессивная песня о разрыве отношений с людьми, которые оказывают на нас дурное влияние. Кевин Чемберлин посчитал «It’s Not Me, It’s You» очень честной, но в то же время стереотипной песней.
«Should’ve When You Could’ve»
По мнению Кевина Чемблина, «Should’ve When You Could’ve» — очередная избитая песня о любовных страданиях.
«Forgiven»
«Forgiven» — самая «христианская» песня на альбоме и наиболее близкая к привычному стилю Skillet. В песне затрагивается тема искупления вины перед человеком, которому вы в прошлом причинили боль.
«Sometimes»
Текст песни «Sometimes; don’t deny that everything is wrong. Sometimes; rather die than to admit it’s my fault. Sometimes when you cry, I just don’t care at all.» (в переводе с англ. — «Иногда; не отрицаю, что все неправильно. Иногда; скорее умру, чем признаю свою вину. Иногда, когда ты плачешь, мне словно наплевать на это.») — рассказ о тех, временах, когда «ты ненавидишь себя и те моменты, когда ты поступаешь неправильно, даже если внутри ты хочешь измениться и стать лучше». «Я бы сказал, что „Sometimes“, возможно, одна из самых мрачных песен на диске, но многие люди, для которых я играл её, нашли эту песню странно помогающей. Я не знаю почему такая песня заставляет кого-то чувствовать себя лучше, но, скорее всего, для этого есть разумные причины», — говорит Купер.
«Lucy»
Медленная, грустная рок-баллада, непохожая на все остальные баллады из альбома. В «Lucy» рассказывается история молодой пары, которая борется с чувством вины после сделанного аборта. Песня начинается и заканчивается словами Джона: «Hey Lucy, I remember your name» (рус. Эй, Люси, я все ещё помню твоё имя).

## Список композиций
| №                   | Название                      | Длительность |
| ------------------- | ----------------------------- | ------------ |
| 1.                  | «Hero»                        | 3:07         |
| 2.                  | «Monster»                     | 2:58         |
| 3.                  | «Don’t Wake Me»               | 3:55         |
| 4.                  | «Awake and Alive»             | 3:40         |
| 5.                  | «One Day Too Late»            | 3:40         |
| 6.                  | «It’s Not Me, It’s You»       | 3:25         |
| 7.                  | «Should’ve When You Could’ve» | 3:31         |
| 8.                  | «Believe»                     | 3:50         |
| 9.                  | «Forgiven»                    | 3:40         |
| 10.                 | «Sometimes»                   | 3:28         |
| 11.                 | «Never Surrender»             | 3:30         |
| 12.                 | «Lucy»                        | 3:40         |
| Общая длительность: | Общая длительность:           | 42:21        |

| №   | Название               | Автор(ы)   | Длительность |
| --- | ---------------------- | ---------- | ------------ |
| 13. | «Dead Inside»          | Джон Купер | 2:56         |
| 14. | «Would It Matter»      |            | 4:12         |
| 15. | «Monster (Radio Edit)» |            | 2:59         |

| №   | Название          | Длительность |
| --- | ----------------- | ------------ |
| 16. | «Comatose (Live)» | 3:53         |

## Участники записи
Skillet
- Джон Купер (John L. Cooper) — вокал, бас-гитара, акустическая гитара
- Кори Купер (Korey Cooper) — клавишные, ритм-гитара, программирование
- Джен Леджер (Jen Ledger) — ударные, бэк-вокал, вокал (1,4)
- Бен Касика (Ben Kasica) — соло-гитара,

Приглашённые музыканты
- Тэйт Олсен (Tate Olsen) — виолончель
- Джонатан Чу (Jonathan Chu) — скрипка

Персонал
- Говард Бенсон (Howard Benson) — продюсер
- Тэд Дженсен (Ted Jensen) — мастеринг
- Крис Лорд-Элдж (Chris Lord-Alge) — сведение
- Майк Плотникофф (Mike Plotnikoff) — звукорежиссёр
- Натсуказу Инагаки (Hatsukazu Inagaki) — помощник звукорежиссёра
- Дэвид Мольнар (David Molnar) — фотограф
- Закари Кельм (Zachary Kelm) — исполнительный продюсер

## Чарты
| Год  | Чарт                             | Наивысшая позиция |
| ---- | -------------------------------- | ----------------- |
| 2009 | Billboard 200                    | 2                 |
| 2009 | Billboard Top Alternative Albums | 1                 |
| 2009 | Billboard Top Rock Albums        | 2                 |
| 2009 | Billboard Top Christian Albums   | 1                 |
| 2009 | Oricon                           | 68                |
| 2011 | RIANZ Top 40 Albums              | 9                 |

### Годовые чарты
| Чарт (2009)                | Позиция |
| -------------------------- | ------- |
| Billboard 200              | 156     |
| Rock Albums                | 37      |
| Alternative Albums         | 27      |
| Billboard Christian Albums | 9       |
| Чарт (2010)                | Позиция |
| Billboard 200              | 74      |
| Rock Albums                | 14      |
| Alternative Albums         | 9       |
| Billboard Christian Albums | 2       |
| Чарт (2011)                | Позиция |
| Billboard 200              | 121     |
| Rock Albums                | 16      |
| Alternative Albums         | 15      |
| Billboard Christian Albums | 4       |
| Чарт (2012)                | Позиция |
| Rock Albums                | 58      |
| Alternative Albums         | 39      |
| Billboard Christian Albums | 16      |

### Синглы
| Год  | Название                | Наивысшая позиция | Наивысшая позиция | Наивысшая позиция | Наивысшая позиция | Наивысшая позиция | Наивысшая позиция | Наивысшая позиция | Наивысшая позиция     |
| Год  | Название                | США               | Alt.              | Main.             | Rock              | Christ.           | Heat              | Япония            | Сертификация          |
| ---- | ----------------------- | ----------------- | ----------------- | ----------------- | ----------------- | ----------------- | ----------------- | ----------------- | --------------------- |
| 2009 | «Monster»               | 101               | 28                | 4                 | 20                |                   | 7                 | 98                | США: Мультиплатиновый |
| 2010 | «Hero»                  |                   |                   | 15                | 35                | 29                |                   | 77                | США: Платиновый       |
| 2010 | «Awake and Alive»       | 100               | 24                | 2                 | 13                | 30                | 16                |                   | США: Платиновый       |
| 2010 | «Forgiven»              |                   |                   |                   |                   | 23                |                   |                   |                       |
| 2011 | «Lucy»                  |                   |                   |                   |                   | 49                |                   |                   |                       |
| 2011 | «It’s Not Me, It’s You» |                   |                   | 11                | 30                |                   |                   |                   |                       |
| 2011 | «One Day Too Late»      |                   |                   |                   |                   | 28                |                   |                   |                       |